# 巴甫利夫卡 (卡贊卡市鎮)
47°43′9″N 32°56′43″E / 47.71917°N 32.94528°E
巴甫利夫卡（烏克蘭語：Павлівка）是位於烏克蘭南部的村莊，由尼古拉耶夫州巴什坦卡區的卡贊卡市鎮負責管轄。該村始建於1820年，面積0.68平方公里，海拔高度90米，2001年人口44，人口密度每平方公里65.2人。